# Uña de Gato (Tumbes)
Uña de Gato es una villa peruana ubicada en el distrito de Papayal, perteneciente a la provincia de Zarumilla del departamento de Tumbes, al norte del Perú. 

## Ubicación
Uña de Gato se ubica al noreste de la provincia de Zarumilla, en el distrito de Matapalo, en el departamento de Tumbes. Se ubica cerca a la frontera ecuatoriana-peruana.

## Demografía
En 2017 Uña de Gato tenía una población de 2346 habitantes.
| Gráfica de evolución demográfica de Uña de Gato entre 1993 y 2017 |
|                                                                   |
| Fuentes: Población 1993 y 2017                                    |